# András Kovács (réalisateur)
Pour les articles homonymes, voir András Kovács et Kovács.
Dans le nom hongrois Kovács András, le nom de famille précède le prénom, mais cet article utilise l’ordre habituel en français András Kovács, où le prénom précède le nom.
András Kovács est un scénariste et réalisateur hongrois né le 20 juin 1925 à Chidea en Roumanie, et mort le 11 mars 2017 à Budapest en Hongrie.

## Biographie
Après avoir étudié à Cluj, András Kovács s'inscrit à l'Académie de théâtre et de cinéma de Budapest en 1946. Bien qu'il reçoive son diplôme de réalisateur en 1950, il deviendra, de 1951 à 1957, directeur du département des scénarios dans les studios de la capitale hongroise.
Il réalise son premier film en 1960, lorsqu'il remplace au pied levé Márton Keleti, malade, sur le tournage d'Averse (Zápor). Sa carrière doit être « créditée de deux œuvres fondatrices, et ce dans deux champs opératoires du cinéma hongrois : le direct - avec Les Intraitables (1964), film de cinéma-vérité - et la fiction à forte détermination historique - avec Jours glacés (1966), sombre histoire de militaires accusés d'avoir participé, en 1942, à un massacre en Yougoslavie occupée ». 
Par la suite, András Kovács continuera de tourner des films « questionnant la société hongroise, soit dans les moments difficiles de son histoire récente, soit dans son présent ». Parmi ceux-ci, citons Les Yeux bandés (1974) ou Le Haras (1978), film historique teinté de lyrisme et marqué par l'amour des chevaux. András Kovács a également réalisé des films pour le petit écran et de nombreux documentaires.

## Filmographie partielle
- 1960 : Averse (Zápor)
- 1961 : Les Toits de Budapest (Pesti haztetők)
- 1963 : Étoile d'automne (Isten őszi csillaga)
- 1964 : Les Intraitables (Nehéz emberek), documentaire
- 1966 : Jours glacés (Hideg napok)
- 1968 : Les Murs (Falak)
- 1970 : Course de relais (hu) (Staféta)
- 1973 : Terre en friche (A magyar ugaron)
- 1974 : Les Yeux bandés (Bekötött szemmel)
- 1976 : Le Labyrinthe (Labirintus)
- 1978 : Le Haras (A ménesgazda)
- 1979 : Un dimanche d'octobre (Októberi vasárnap)
- 1981 : Paradis provisoire (Ideiglenes paradicsom)
- 1983 : Liaison de l'après-midi (hu) (Szeretők)
- 1984 : La Comtesse rouge (hu) (A vörös grófnő)
- 1987 : Valahol Magyarországon
- 1994 : Az álommenedzser
- 1996 : Egy nehéz ember Kaliforniában